# Ternstroemia polyandra
Ternstroemia polyandra är en tvåhjärtbladig växtart som beskrevs av Clarence Emmeren Kobuski. Ternstroemia polyandra ingår i släktet Ternstroemia och familjen Pentaphylacaceae. Inga underarter finns listade i Catalogue of Life.